# Jack Buckner
Jack Richard Buckner (ur. 22 września 1961 w Wells) – brytyjski lekkoatleta specjalizujący się w biegach długodystansowych, dwukrotny uczestnik letnich igrzysk olimpijskich (Seul 1988, Barcelona 1992), mistrz Europy ze Stuttgartu (1986) w biegu na 5000 metrów. Starszy brat Toma Bucknera, również długodystansowca.

## Sukcesy sportowe
- mistrz Wielkiej Brytanii w biegu na 5000 m – 1986[1]

| Rok  | Miasto    | Zawody                      | Konkurencja    | Wynik         |
| ---- | --------- | --------------------------- | -------------- | ------------- |
| 1986 | Stuttgart | mistrzostwa Europy          | bieg na 5000 m | złoty medal   |
| 1986 | Edynburg  | igrzyska Wspólnoty Narodów  | bieg na 5000 m | srebrny medal |
| 1987 | Rzym      | mistrzostwa świata          | bieg na 5000 m | brązowy medal |
| 1988 | Seul      | letnie igrzyska olimpijskie | bieg na 5000 m | 6. miejsce    |

## Rekordy życiowe
- bieg na 1000 m – 2:18,88 – Londyn 07/08/1982
- bieg na 1500 m – 3:35,28 – Sztokholm 01/07/1986
- bieg na 1500 m (hala) – 3:41,7 – Cosford 08/01/1983
- bieg na 1 milę – 3:51,57 – Koblencja 29/08/1984
- bieg na 2000 m – 4:53,06 – Lozanna 15/09/1987
- bieg na 3000 m – 7:40,43 – Oslo 05/07/1986
- bieg na 3000 m (hala) – 7:46,1 – San Diego 15/02/1985
- bieg na 2 mile – 8:17,12 – Londyn 12/09/1986
- bieg na 2 mile (hala) – 8:21,4 – San Diego 15/02/1985
- bieg na 5000 m – 13:10,15 – Stuttgart 31/08/1986 (rekord mistrzostw Europy)[2]
- bieg na 10 000 m – 28:13,36 – Bruksela 13/09/1991